# Boeing Model 7
El Boeing Model 7 (BB-1) fue un biplano hidrocanoa estadounidense construido por Boeing en los años 20 del siglo XX. 

## Desarrollo y diseño
Con la misma configuración que el Model 6, del que era un derivado, era más pequeño y presentaba la diferencia de que el piloto y los dos pasajeros se sentaban en la misma cabina, los pasajeros justo detrás del piloto (y no en una cabina separada). Los montantes alares, vistos frontalmente, tenían forma de V, lo que era una novedad en la época. Los soportes de los flotadores alares también tenían la configuración en V. El motor, montado en configuración propulsora, era un Hall-Scott L-4 de 130 hp. 
Solo se construyó un prototipo, que fue vendido a la Aircraft Manufacturing Company de Vancouver, Canadá.

## Especificaciones
Referencia datos: Bowers

### Características generales
- Tripulación: Uno (piloto)
- Capacidad: Dos pasajeros
- Longitud: 8,4 m (27,6 ft)
- Envergadura: 13,8 m (45,3 ft)
- Altura: 5,5 m (18 ft)
- Superficie alar: 37,4 m² (402,6 ft²)
- Peso vacío: 919,9 kg (2027,5 lb)
- Peso cargado: 1224,2 kg (2698,1 lb)
- Planta motriz: 1× motor lineal de 4 cilindros refrigerado por agua Hall-Scott L-4.
  - Potencia: 97 kW (134 HP; 132 CV)

### Rendimiento
- Velocidad nunca excedida (Vne): 135,2 km/h (84 MPH; 73 kt)
- Velocidad crucero (Vc): 120,7 km/h (75 MPH; 65 kt)
- Alcance: 805 km (435 nmi; 500 mi)
- Techo de vuelo: 3048 m (10 000 ft)

## Aeronaves relacionadas

### Secuencias de designación
- Secuencia Numérica (interna de Boeing): ← 6 - 6D - 6E - 7 - 8 - 10 - 15 →